# Де Йоде, Питер (младший)
Питер де Йоде Второй , или   Младший (нидерл. Pieter de Jode le Jeune; 1606, Антверпен — 1674, Англия) — фламандский рисовальщик, живописец, гравёр и торговец произведениями искусства эпохи «Золотого века Нидерландов». Представитель известной семьи фламандских живописцев и гравёров де Йоде. Мастер репродукционной гравюры и книжной иллюстрации. Сотрудник мастерской А. Ван Дейка. Один из помощников П. П. Рубенса в создании гравюр, воспроизводящих его живописные произведения.

## Биография

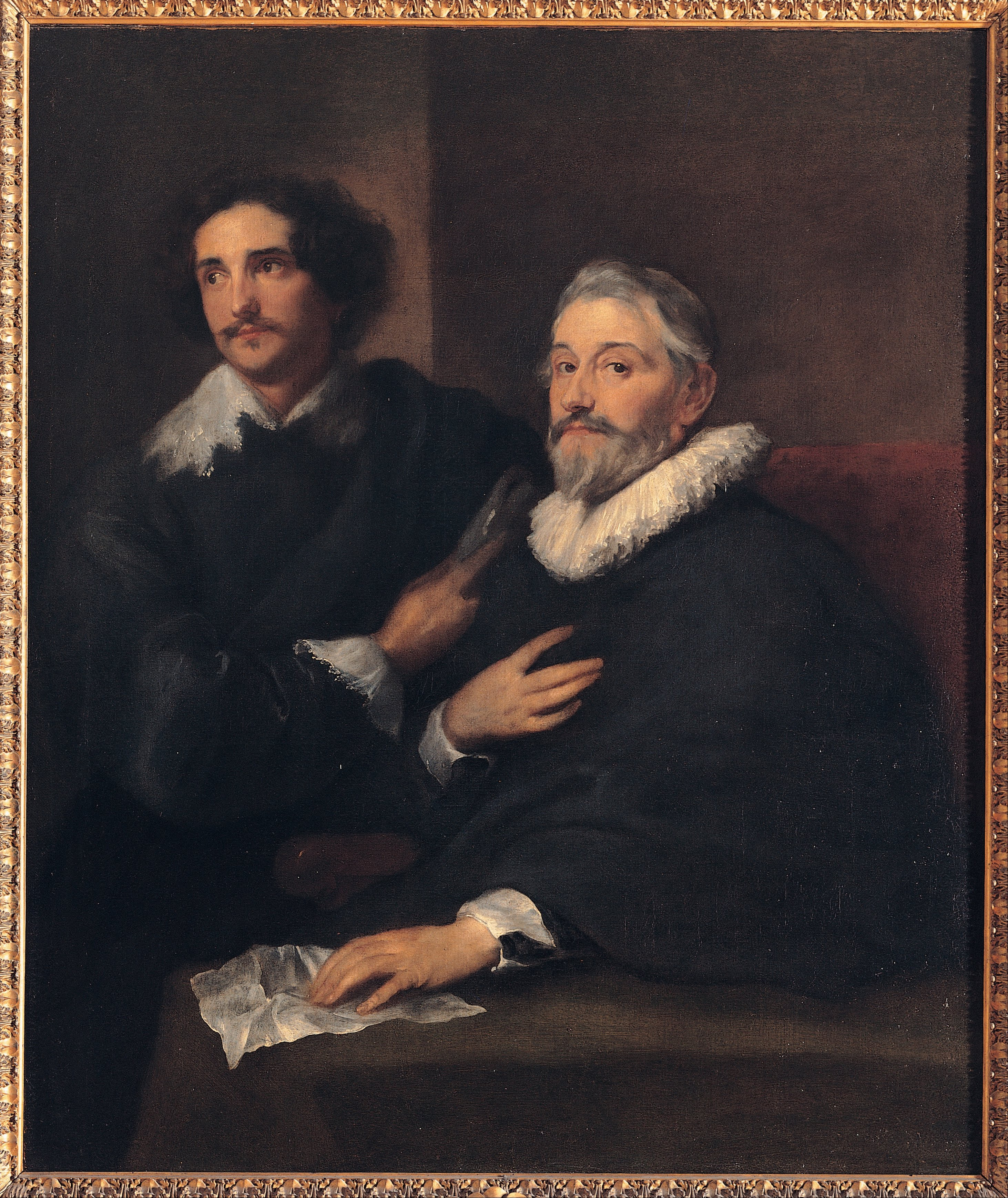
А. Ван Дейк. Портрет гравёров Питера де Йоде Старшего и Питера де Йоде Младшего. Между 1620 и 1640. Холст, масло. Капитолийские музеи, Рим

Питер де Йоде Младший был представителем известной семьи фламандских живописцев и гравёров. Сын и ученик Питера де Йоде Старшего (1570—1634) и внук известного картографа Геррита (Жерара) де Йоде. Племянник Корнелиса де Йоде.
Питер родился в Антверпене в 1606 году, был крещён 24 ноября того же года. Учился рисованию и гравированию у отца, Питера де Йоде Старшего, ведущего гравёра Антверпена, который путешествовал по Италии и чьи гравюры послужили источником для фламандского живописца и биографа Карела ван Мандера. В 1628—1629 годах Питер Младший состоял мастером антверпенской Гильдии Святого Луки.
В 1628—1629 годах он вместе с отцом работал в Париже, занимаясь созданием гравюр по оригиналам известных живописцев и собственным рисункам. По возвращении в 1635 году де Йод женился на Элизабет Леманс, дочери антверпенского гравёра Арноута Леманса. Их сын Арнольд (1638—1667) крещён 10 марта 1638 года. Позднее Питер де Йод посетил Англию, где его сын Арнольд работал гравёром.
Возможно, его учеником в 1634—1635 годах был также Маттеус Боррекенс. Когда в 1642 году умерла его первая жена, выяснилось, что семья была зажиточной. Де Йоде женился повторно в 1648 году на Кларе ван ден Энден, сестре (или дочери) издателя Мартинуса ван ден Эндена Старшего. Его вторая жена умерла около 1653 года. О месте и времени кончины самого художника ничего не известно, вероятно, это произошло в Англии.

## Творчество
Де Йоде Младший вместе с отцом стал работать для Антониса ван Дейка в качестве гравёра для его знаменитой серии портретов «Иконография», публиковавшейся в течение последующих нескольких десятилетий. После смерти Ван Дейка он продолжал работу над «Иконографией» в сотрудничестве с другими граверами, нанятыми издателем Гиллисом Хендриксом в Антверпене. Он также работал над сериями портретов для других издателей.
Питер де Йоде много работал в репродукционной гравюре. Известны портреты английского короля Карла I и его супруги (по оригиналу Ван Дейка), «Обезглавливание Святого Иоанна Крестителя», «Младенец Христос на земном шаре» (по картине Ван Дейка), «Поклонение пастухов» (по оригиналу Якоба Йорданса). Де Йоде Младший сотрудничал с Питером Паулем Рубенсом.
Рубенс, ранее других оценивший возможности печатной графики, организовал гравюрную мастерскую, в которой по его рисункам и картинам, используя их в качестве оригиналов, работали известные нидерландские художники-гравёры. Между 1619 и 1621 годами Рубенс приступил к созданию серии гравюр для воспроизведения в технике офорта и резца по меди ряда своих самых известных картин.
В мастерской Рубенса в Антверпене, а также в печатной мастерской издательства Христофора Плантена «Officina Plantiniana», было выполнено огромное количество гравюр, воспроизводящих большую часть творческого наследия живописца. С 1612 по 1637 год Рубенс и его гравёры были постоянными сотрудниками «Дома Плантенов». Наряду с другими в этих проектах участвовал и Питер де Йоде Младший.
Работы Питера де Йоде Младшего находятся в коллекциях Национальной портретной галереи в Лондоне, Музея Метрополитен в США, Художественного музея Индианаполиса (США), лондонском Музее Виктории и Альберта, Музее Фитцуильяма и многих других.

## Галерея офортов Питера де Йоде Младшего

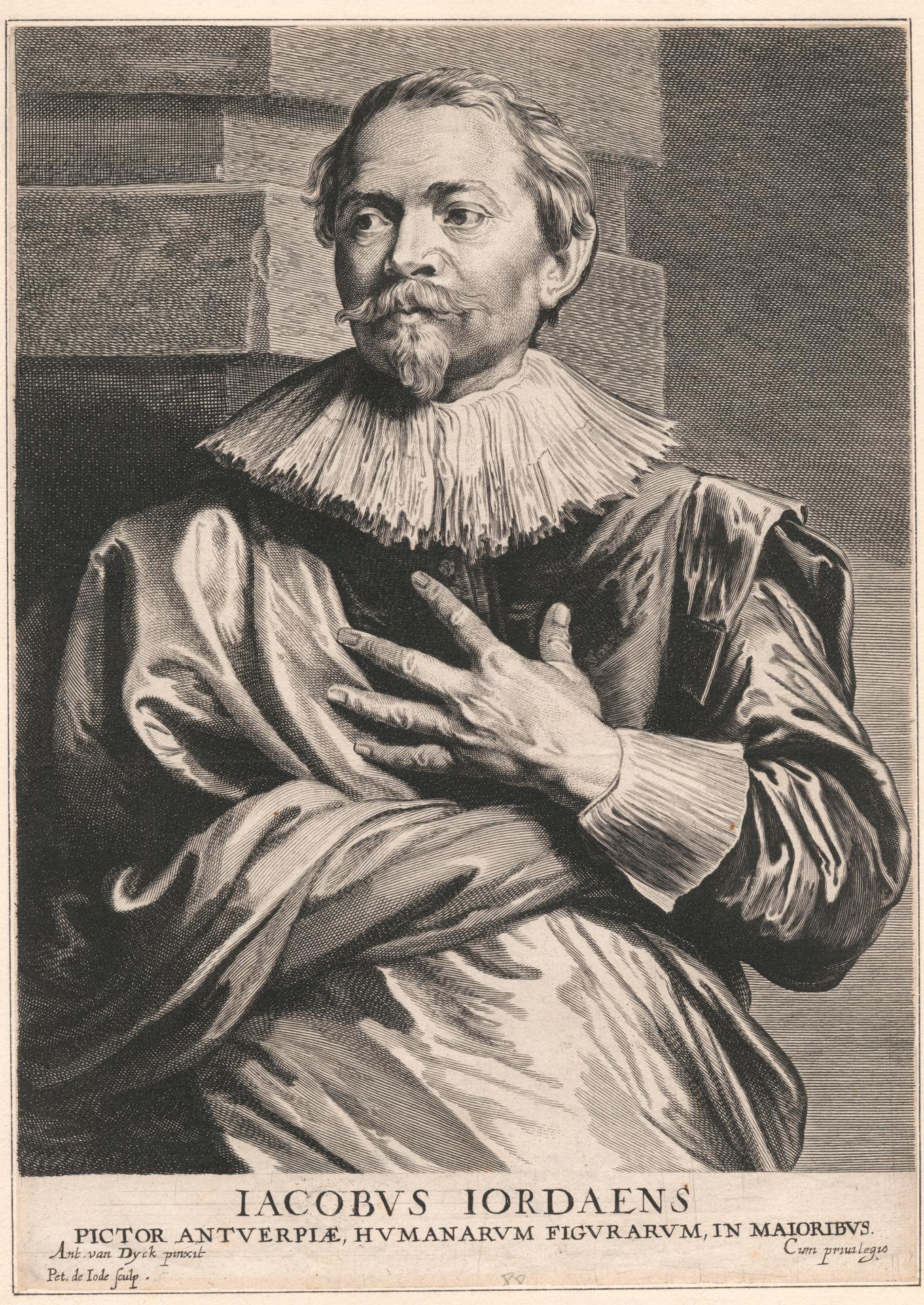
Портрет Я. Йорданса. Из серии «Иконография» А. Ван Дейка
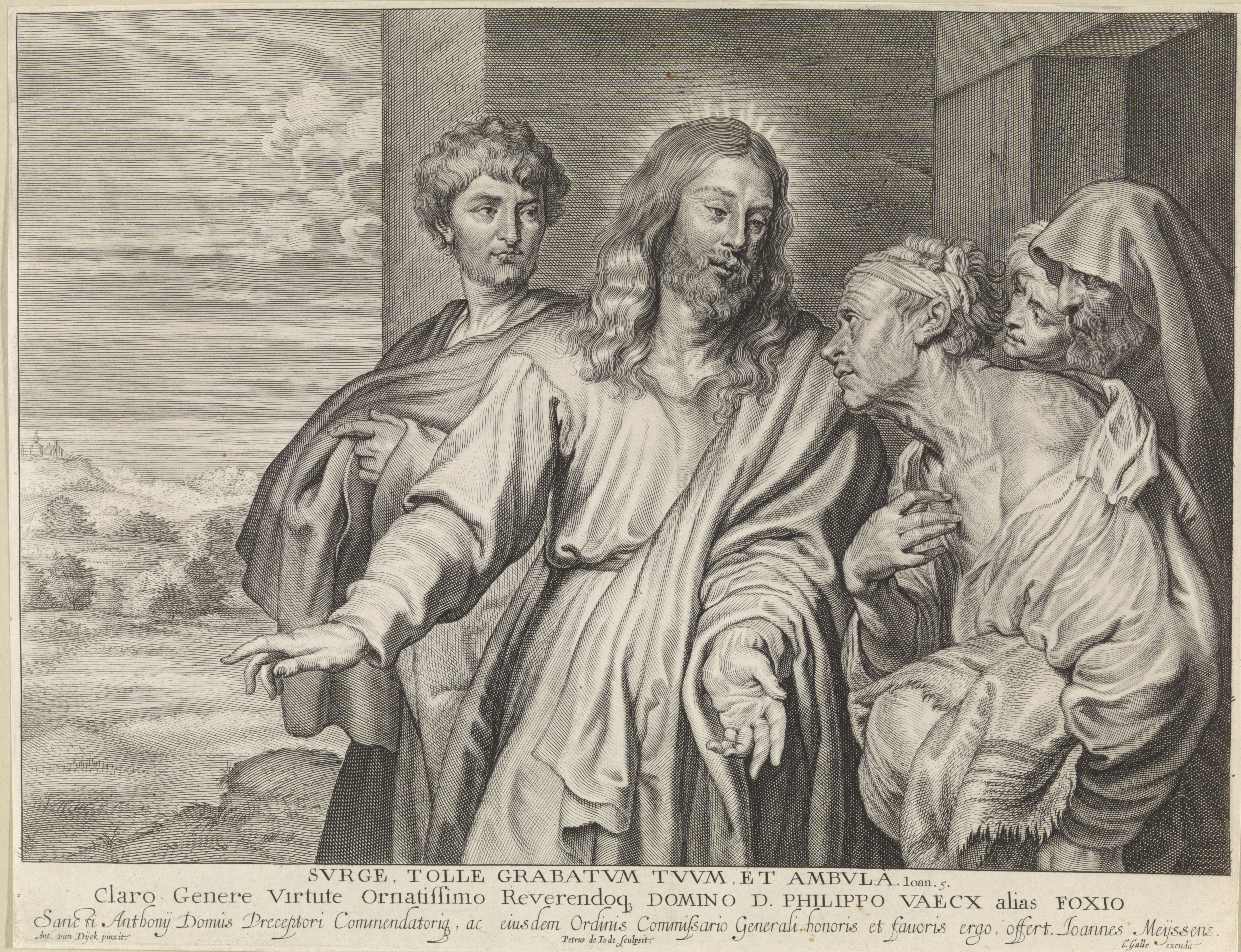
Христос мёртвый и живой. По оригиналу А. Ван Дейка
Портрет Симона Аркура.
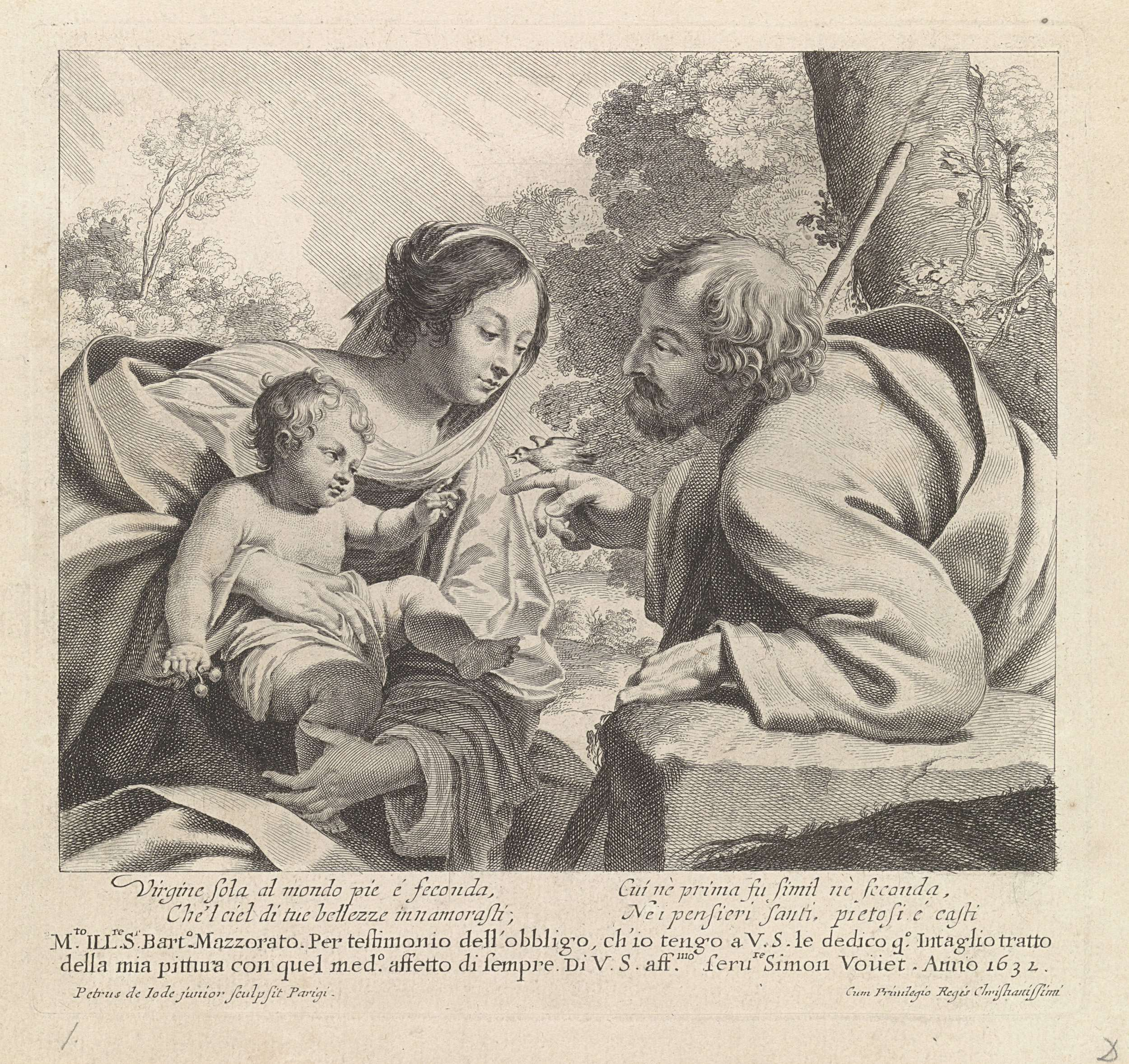
Пейзаж со святым семейством. По картине С. Вуэ. 1632
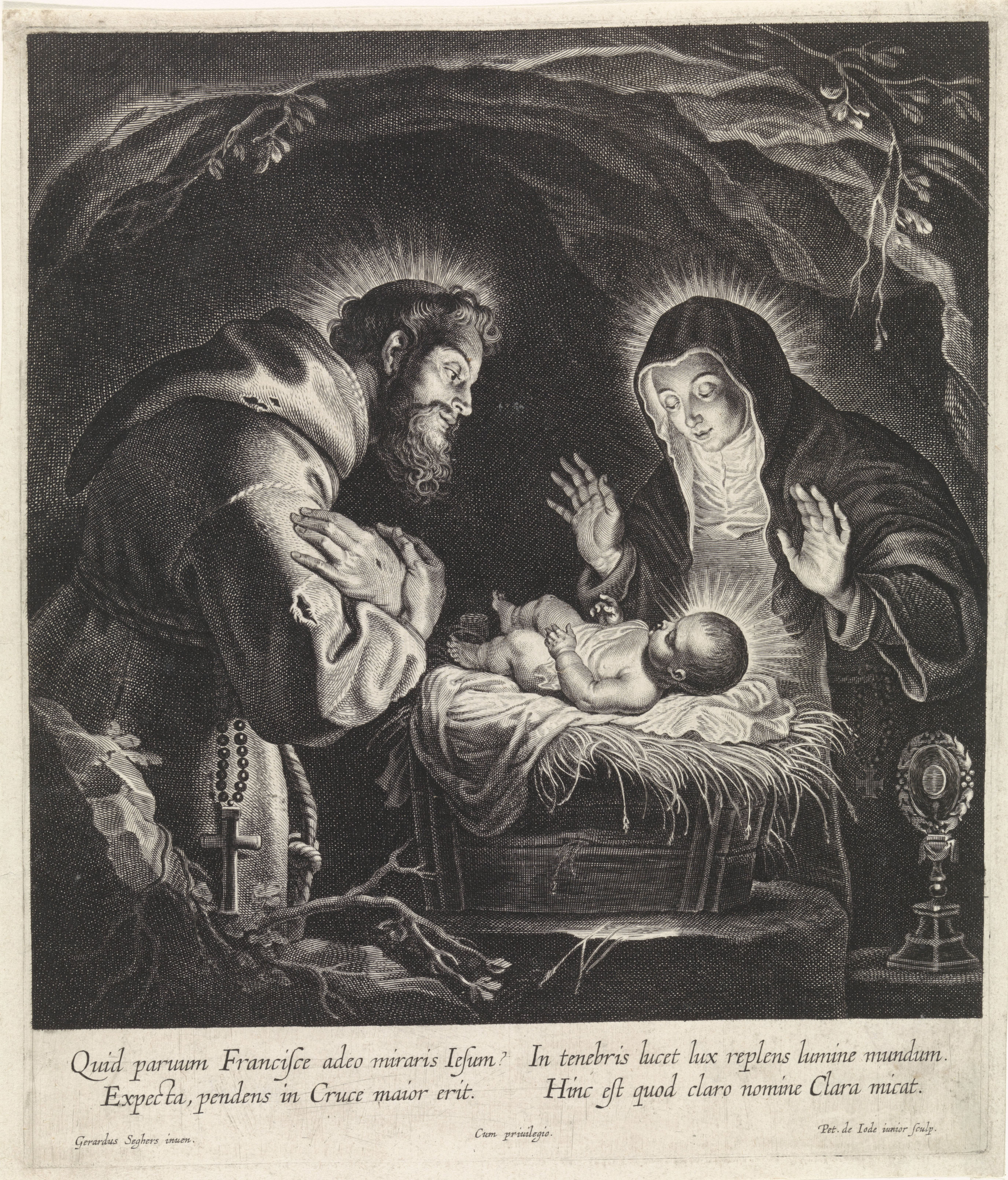
Святой Франциск и святая Клара поклоняются Младенцу Христу
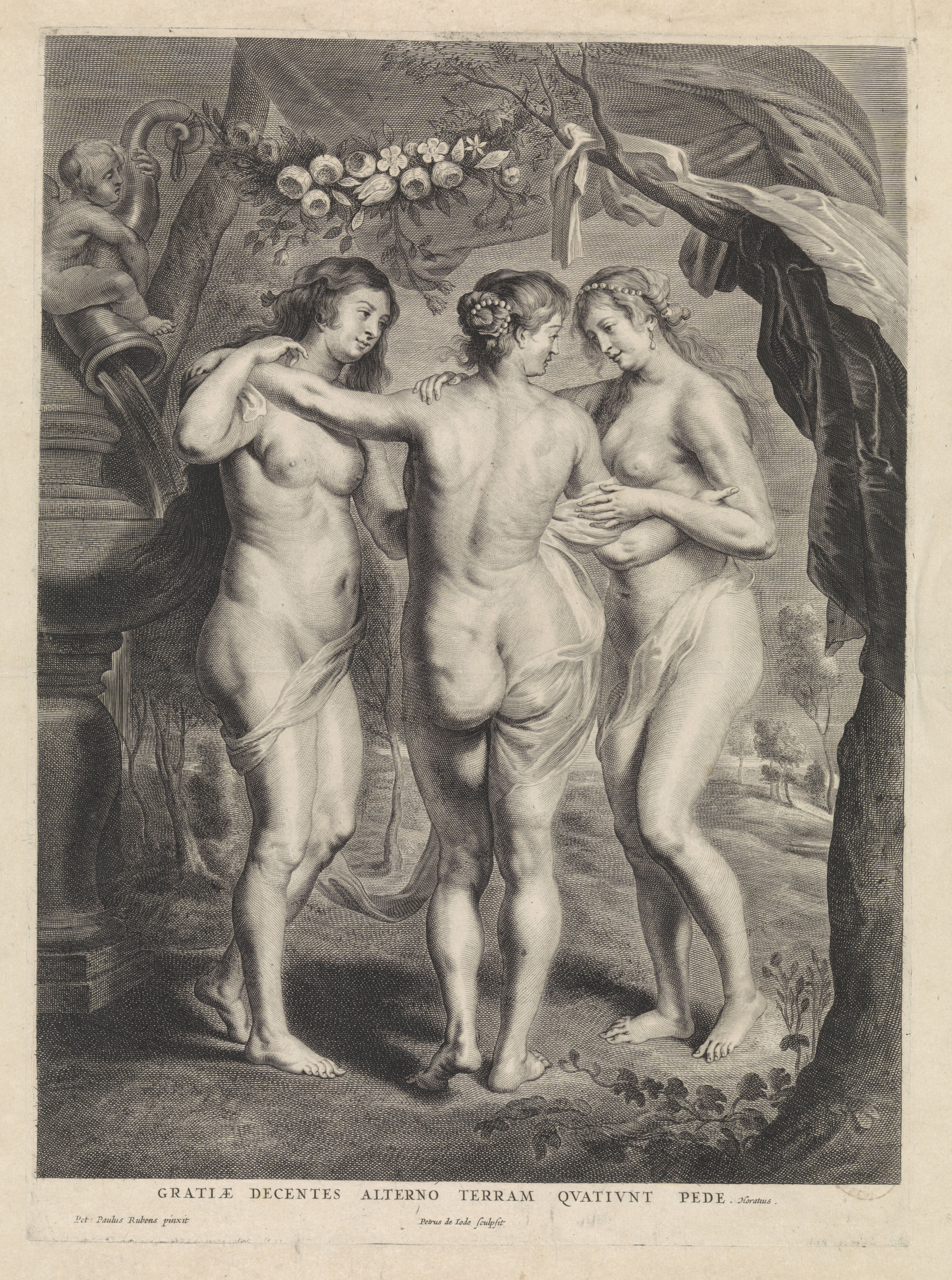
Пейзаж с тремя грациями. По картине П. П. Рубенса. Между 1628 и 1670
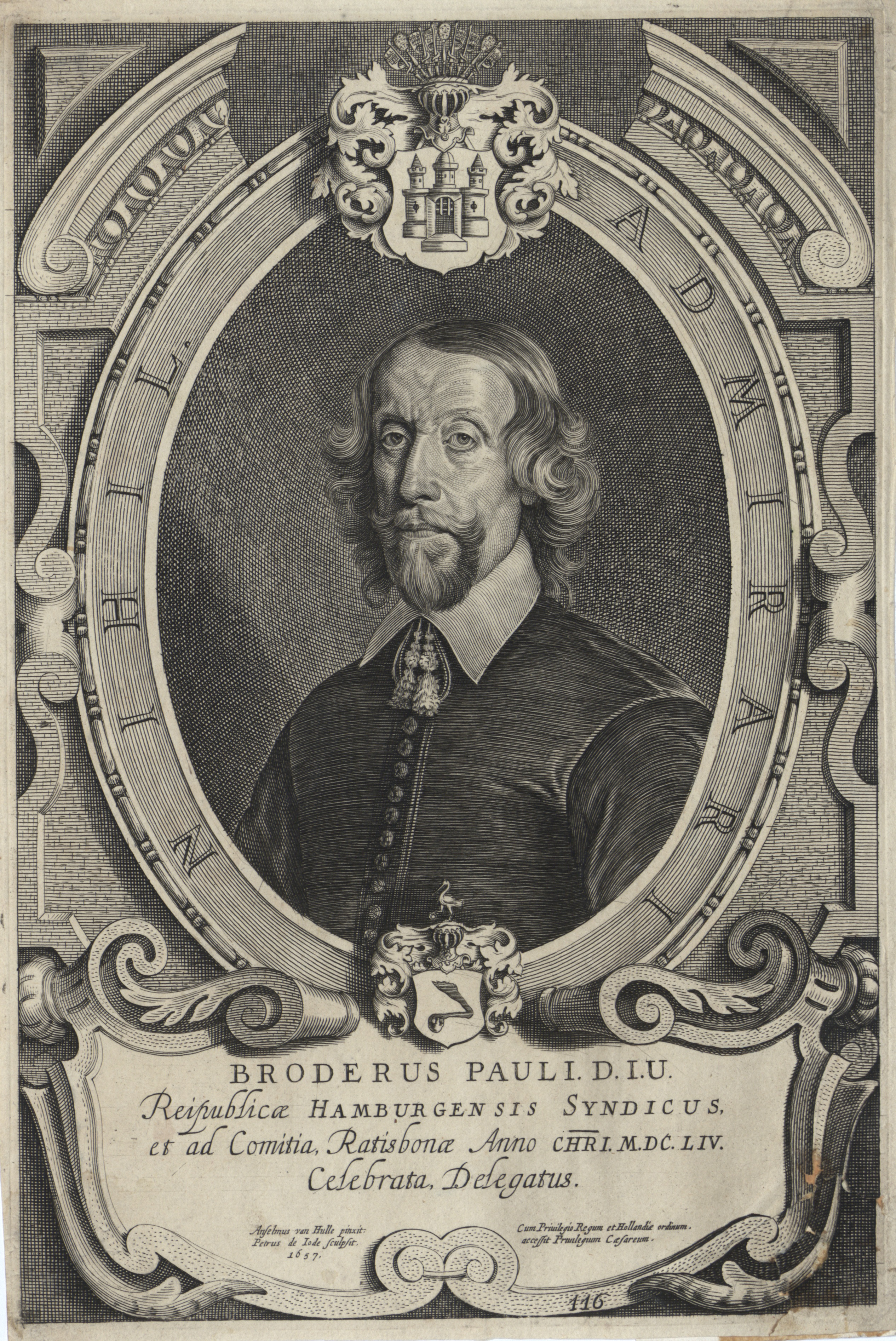
Портрет юриста Б. Паули. 1657
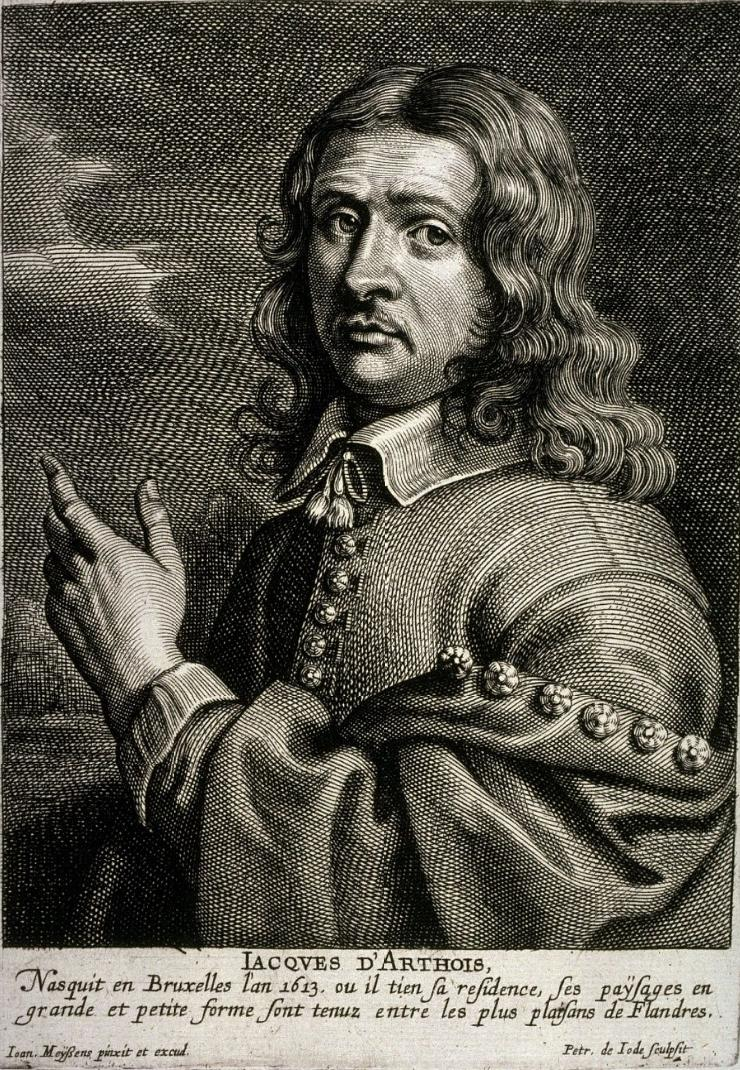
Портрет Жака де Артуа. По оригиналу Я. Мейсенса. 1662